# 室賀清徳
室賀 清徳（むろが きよのり、1975年〈昭和50年〉- ）は日本の編集者、評論家、教育者。Webサイト『The Graphic Design Review』編集長。元『アイデア』編集長。デザイン、タイポグラフィ関連書籍を数多く手がけるほか、国内外で評論、講演、翻訳、キュレーション、教育活動などに幅広く関わる。東京藝術大学、武蔵野美術大学、MeMe Design School非常勤講師。

## 経歴
1975年、新潟県長岡市生まれ。1999年、東京大学文学部美学芸術学専修課程卒業。同年より誠文堂新光社にて雑誌『アイデア』をはじめ、デザイン、タイポグラフィ関連書籍を中心に編集。2002年から2018年まで『アイデア』編集長を務め、2010年、同誌の「2002年300号以降の特集形式による1冊で完結する充実した編集内容活動に対して」第8回竹尾賞審査員特別賞を受賞。2018年、『アイデア』382号をもって編集長を退き、グラフィック社に移籍。2020年よりJAGDAが運営する情報・批評サイト、『The Graphic Design Review』編集長。

## 受賞歴
- 2010年〈平成23年〉 - 第8回竹尾賞審査員特別賞[6]